# Имменштедт (Альберсдорф)
Имменштедт (нем. Immenstedt) — община в Германии, в земле Шлезвиг-Гольштейн.
Входит в состав района Дитмаршен. Подчиняется управлению КЛьГ Альберсдорф. Население составляет 96 человек (на 31 декабря 2010 года). Занимает площадь 3,09 км².